# Яи Бони
Тома Яи Бони (на френски: Thomas Boni Yayi) е бенински банкер и политик. От 6 април 2006 до 6 април 2016 година е президент на Бенин.

## Биография
Роден е в Чауру в тогавашен Френски Дахомей. Учи икономика в Националния университет на Бенин. След това учи банкерство в Дакар, Сенегал, а по-късно и икономика и политика в Университета Пари-Дофин в Париж, където получава докторска степен през 1976 година. В периода 1992 – 1994 година работи в кабинета на президента Нисефор Сольо. През 1994 година е назначен за директор на Западноафриканската банка за развитие. На президентските избори през 2006 година Бони печели със 75 % от гласовете.
Произхожда от мюсюлманско семейство, но той е евангелист. Женен е за Шантал Бони, племенница на Пол-Емил дьо Суза, бивш президент на Дахомей, с която имат пет деца.
На 15 март 2007 година е извършено покушение срещу него на връщане от предизборен митинг за предстоящите парламентарни избори. Няколко от неговите бодигарди са ранени, но Яи Бони не е засегнат.
През септември 2021 г. Патрис Талон и Томас Бони Яи, политически съюзници, станали интимни врагове, се срещнаха в двореца Марина в Котону. По време на този „тате-а-тет“ Томас Бони Яи представи на Патрис Талон редица предложения и искания, отнасящи се по-специално до освобождаването на „политически задържани“.